# James Millingen
James Millingen (født 18. januar 1774 i London, død 1. oktober 1845 i Firenze) var en engelsk oldgransker og numismatiker. Han var bror til John Gideon Millingen og far til Julius Michael Millingen. 
Sans for oldgranskning og oldsager vaktes meget tidlig hos Millingen i London af venner af hans fader, en hollænder, der en række af år havde været bosat på Java og derefter opholdt sig nogle år i London. I 1790 kom han med faderen til Paris, fik en ansættelse ved den franske mønt, men kastedes efter en beslutning af regeringen 1792 med alle andre engelskmænd i Paris i fængsel, frigavs siden af Direktoriet, søgte derpå at grunde en bankierforretning i Paris, men gik fallit, nødtes på grund af et yderst svageligt helbred at søge til Italien, hvor han, der var en af sin tids første mønt- og oldsagskendere, efterhånden kom i besiddelse af mange værdifulde oldsager, som han siden afstod til forskellige store europæiske samlinger. Han blev æresmedlem af mange lærde selskaber og fik en pension på 100 £ om året fra England. Millingen har udgivet mange lærde, numismatiske og arkæologiske skrifter, blandt andet de meget brugte Peintures antiques et inédites de Vases grecs (1813) og Ancient unedited Monuments (3 bind, 1822—26).